# Johan Dalén
Johan Ingvar Fredrik Dalén, tidigare Svensson, född 30 maj 1974, är regionchef på organisationen Svenskt Näringsliv. Han har tidigare arbetat som verkställande direktör för Svensk Mink och var tidigare journalist.
Dalén kommer från Siretorp på Listerlandet, Sölvesborgs kommun. Han studerade vid Lunds universitet och var bl.a. 1995–1996 kurator för Blekingska nationen. Efter 12 år som redaktör vid Skånska Dagbladet blev han 2011 verkställande direktör för Svensk Mink. Sedan 2020 verkar han som regionchef vid Svenskt Näringsliv i Skåne och Blekinge.
Dalén har även en del styrelseuppdrag i Skåne och Blekinge, bland annat i Mjällby AIF, Sölvesborg-Mjällby Sparbank, Ung Företagsamhet i Blekinge/Bromölla, Visit Blekinge och Stiftelsen Herulero. Han är också ledamot av Blekinge Matakademi.
2001 grundade Dalén sällskapet till tonsättaren Johnny Bodes minne, där han alltjämt är ordförande.